# Specie di Ambrosia
Elenco delle specie di Ambrosia:

## A
- Ambrosia acanthicarpa Hook., 1834

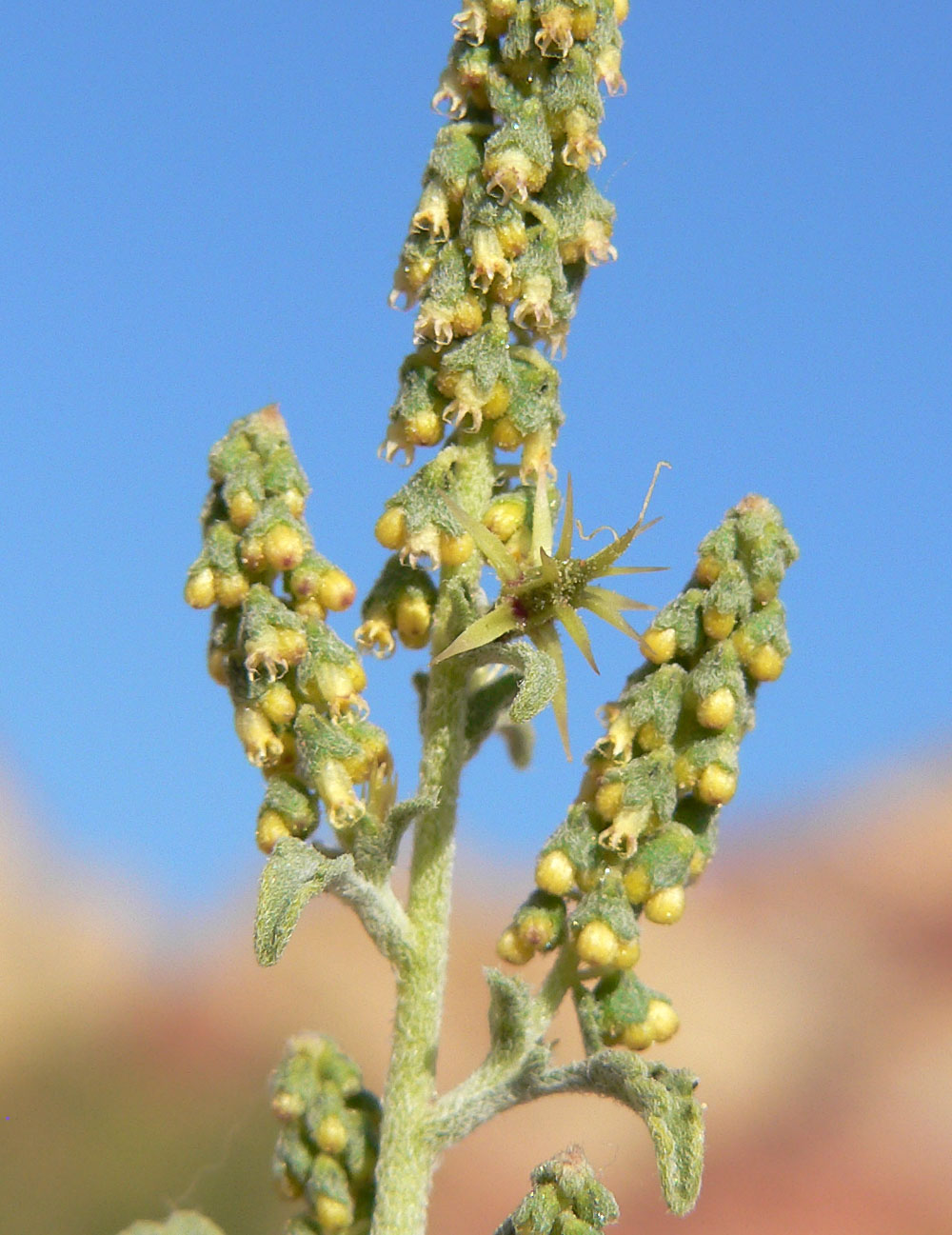
Ambrosia acanthicarpa

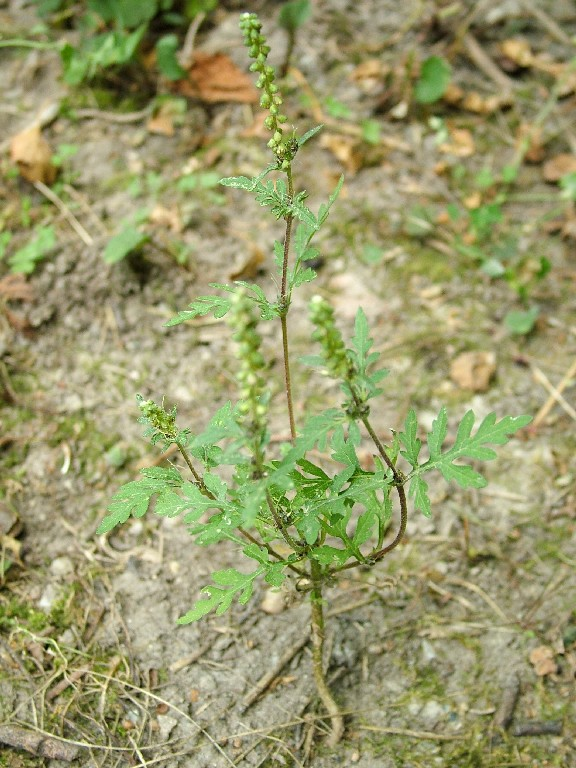
Ambrosia artemisiifolia

- Ambrosia acuminata (Brandegee) W.W.Payne, 1964
- Ambrosia ambrosioides (Cav.) W.W.Payne, 1964
- Ambrosia arborescens Mill., 1768
- Ambrosia artemisiifolia L., 1753
- Ambrosia artemisioides Meyen & Walp, 1843

## B
- Ambrosia bidentata Michx., 1803
- Ambrosia bryantii (Curran) Payne, 1962

## C

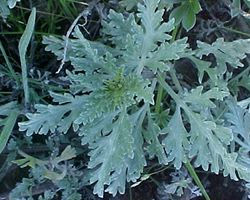
Ambrosia chamissonis

- Ambrosia camphorata (Greene) W.W.Payne, 1964
- Ambrosia canescens A.Gray, 1882
- Ambrosia carduacea (Greene) W.W.Payne, 1964
- Ambrosia chamissonis (Less.) Greene, 1864
- Ambrosia cheiranthifolia A.Gray, 1859
- Ambrosia chenopodiifolia (Benth.) W.W.Payne, 1964
- Ambrosia confertiflora DC., 1836
- Ambrosia cordifolia (A.Gray) W.W.Payne, 1964
- Ambrosia crithmifolia DC., 1836

## D

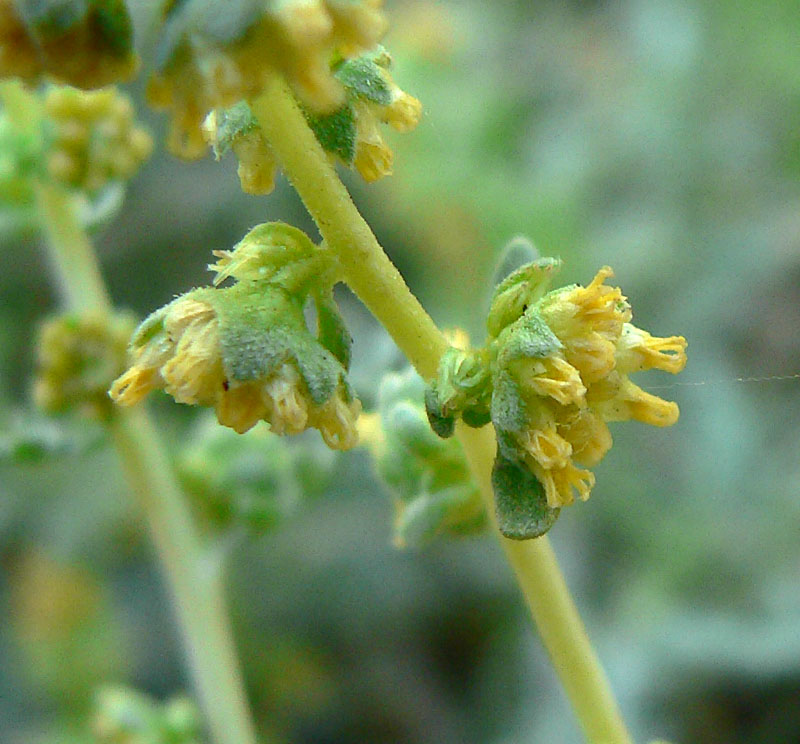
Ambrosia dumosa

- Ambrosia deltoidea (Torr.) W.W.Payne, 1964
- Ambrosia dentata (Cabrera) M.O.Dillon, 1984
- Ambrosia divaricata (Brandegee) W.W.Payne, 1964
- Ambrosia diversifolia (Piper) Rydb., 1922
- Ambrosia dumosa (A.Gray) W.W.Payne, 1964

## E - L
- Ambrosia eriocentra (A.Gray) W.W.Payne, 1964
- Ambrosia flexuosa (A.Gray) W.W.Payne, 1964
- Ambrosia grayi (A.Nelson) Shinners, 1949
- Ambrosia hispida Pursh
- Ambrosia ilicifolia (A.Gray) W.W.Payne, 1964
- Ambrosia johnstoniorum Henrickson, 1980
- Ambrosia linearis (Rydb.) W.W.Payne, 1964

## M
- Ambrosia magdalenae (Brandegee) W.W.Payne, 1964
- Ambrosia maritima L., 1753
- Ambrosia microcephala DC., 1836
- Ambrosia monogyra (Torr. & A.Gray) Strother & B.G.Baldwin, 2002

## N
- Ambrosia nivea (B.L.Rob. & Fernald) W.W.Payne, 1964

## P
- Ambrosia pannosa W.W.Payne, 1966
- Ambrosia peruviana Willd., 1805
- Ambrosia polystachya DC., 1836
- Ambrosia psilostachya DC., 1836

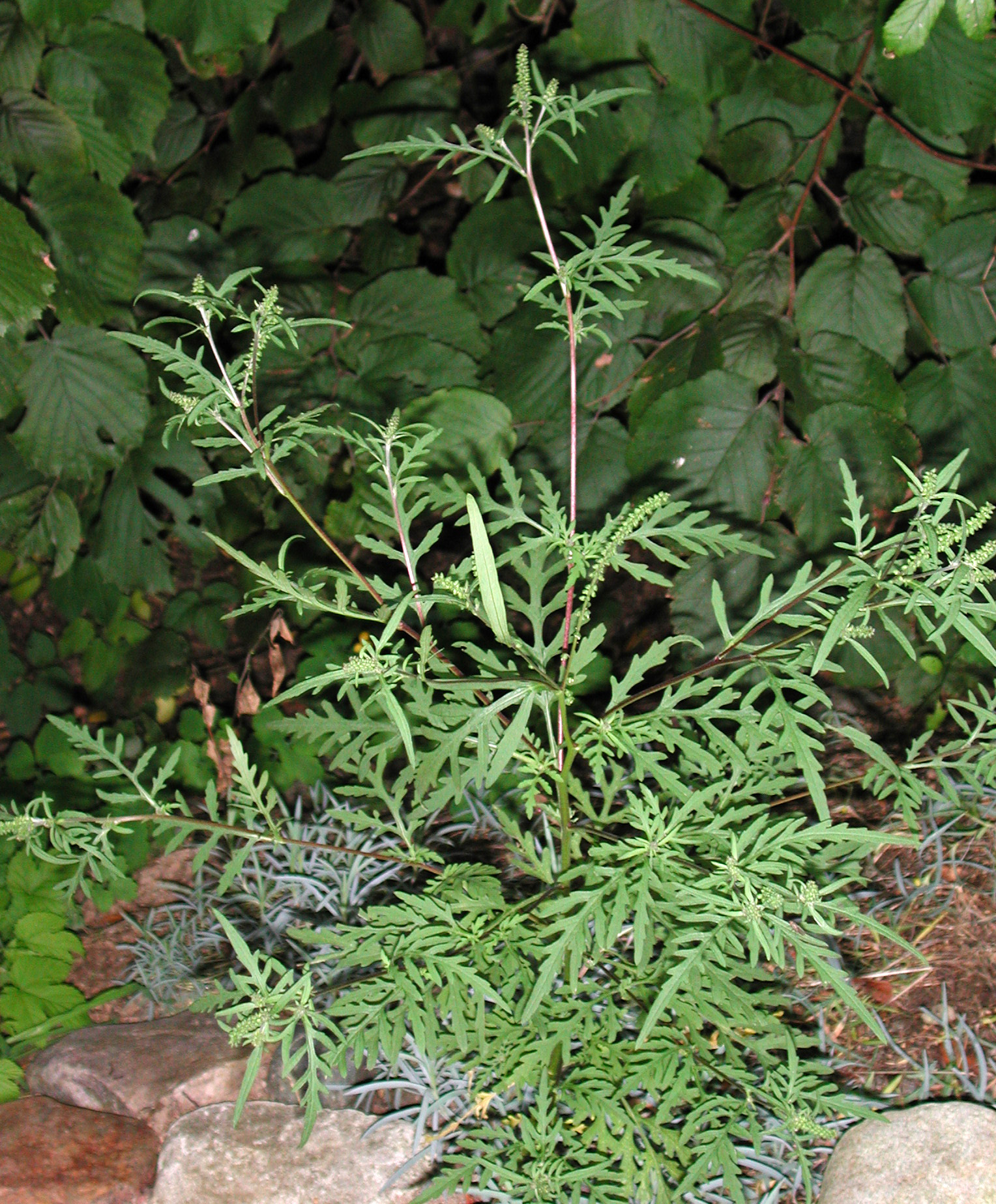
Ambrosia psilostachya

- Ambrosia pumila (Nutt.) A.Gray, 1882

## S
- Ambrosia salsola (Torr. & A.Gray) Strother & B.G.Baldwin, 2002
- Ambrosia scabra Hook. & Arn.

## T

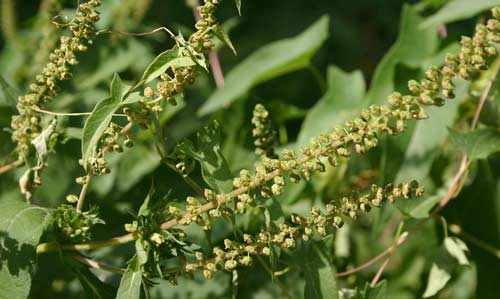
Ambrosia trifida

- Ambrosia tacorensis Meyen, 1834
- Ambrosia tarapacana Phil., 1891
- Ambrosia tenuifolia Spreng., 1826
- Ambrosia tomentosa Nutt., 1818
- Ambrosia trifida L., 1753

## V
- Ambrosia velutina O.E.Schulz, 1911
- Ambrosia villosissima Forssk., 1775